# Први „А” разред Београдског лоптачког подсавеза у фудбалу 1940/41.
I „А” Разред Београдског лоптачког подсавеза у сезони 1940/41. бројао је 10 клубова.
Виши степен такмичења је I  Разред , нижи ранг I „Б” Разред Београдског лоптачког подсавеза.
Првенство је прекинуто услед избијања
Другог светског рата.
- У Београдском лоптачком подсавезу било је 71 клубова:[1]
- Само јесења сезона
  - Први разред          11
  - Први „А” разред    10
  - Први „Б” разред    10
  - Други разред         20[б]
  - Трећи разред          6
  - Четврти разред    14[в]

## Клубови
| [ 2 ]                  |                           |                        |                           |                           |
| 1. Балкан · Београд ·  | 2. Руски СК · Београд ·   | 3. Грађански · Земун · | 4. Железничар · Београд · | 5. Палилулац · Београд ·  |
| 6. Брђанин · Београд · | 7. Српски мач · Београд · | 8. Бановац · Београд · | 9. Славија · Београд ·    | 10. Занатлија · Београд · |

## Резултати по колима
| Ј Е С Е Н | Ј Е С Е Н | [ 2 ] |

| 28. август 1940.               | 28. август 1940. |
| ------------------------------ | ---------------- |
| Балкан — Грађански (Земун)     | 3:3              |
| Занатлија — Брђанин            | 1:1              |
| Славија — Бановац              | 2:0              |
| Железничар — Руски СК          | 4:1              |
| Палилулац — Српски Мач         | 4:1              |
| 1. септембар 1940.             |                  |
| Грађански (Земун) — Српски Мач | 3:2              |
| Железничар — Бановац           | 2:2              |
| Славија — Брђанин              | 9:1              |
| Балкан — Руски СК              | 2:0              |
| Палилулац — Занатлија          | 2:2              |
| 8. септембар 1940.             |                  |
| Грађански (Земун) — Руски СК   | 7:2              |
| Српски Мач — Занатлија         | 3:5              |
| Палилулац — Славија            | 4:3              |
| Балкан — Бановац               | 2:1              |
| 15. септембар 1940.            |                  |
| Грађански (Земун) — Занатлија  | 2:1              |
| Руски СК — Бановац             | 2:1              |
| Палилулац — Железничар         | 2:2              |
| Српски Мач — Славија           | 2:4              |
| 22. септембар 1940.            |                  |
| Грађански (Земун) — Бановац    | 6:1              |
| Железничар — Српски Мач        | 7:0              |
| Палилулац — Балкан             | 0:2              |
| Занатлија — Славија            | 2:5              |
| 29. септембар 1940.            |                  |
| Бановац — Брђанин              | 0:5              |
| Грађански (Земун) — Славија    | 1:5              |
| Железничар — Занатлија         | 5:3              |
| Палилулац — Руски СК           | 2:1              |
| Балкан — Српски Мач            | 3:0              |
| 6. октобар 1940.               |                  |
| Брђанин — Грађански (Земун)    | 1:5              |
| Железничар — Славија           | 0:1              |
| Српски Мач — Руски СК          | 2:2              |
| Палилулац — Бановац            | 2:3              |
| Балкан — Занатлија             | 3:1              |
| 13. октобар 1940.              |                  |
| Железничар — Грађански (Земун) | 0:2              |
| Занатлија — Руски СК           | 2:2              |
| Палилулац — Брђанин            | 6:0              |
| Српски Мач — Бановац           | 3:1              |
| Балкан — Славија               | 0:0              |
| 20. октобар 1940.              |                  |
| Српски Мач — Брђанин           | 1:3              |
| Железничар — Балкан пфф        | 0:3              |
| Занатлија — Бановац            | 0:1              |
| Палилулац — Грађански (Земун)  | 2:2              |
| Славија — Руски СК             | 5:1              |
| 27. октобар 1940.              |                  |
| Балкан — Брђанин               | 4:0              |
| 3. новембар 1940.              |                  |
| Железничар — Брђанин           | 3:2              |
| 10. новембар 1940.             |                  |
| Руски СК — Брђанин             | 2:3              |

| П Р О Л Е Ћ Е | П Р О Л Е Ћ Е | [ 2 ] |

| 30. март 1941.               | 30. март 1941. |
| ---------------------------- | -------------- |
| Железничар — Палилулац       | 0:1            |
| Занатлија — Бановац          | 0:3            |
| Балкан — Српски Мач          | 4:2            |
| Грађански (Земун) — Руски СК | 4:1            |
| Славија — Брђанин            | 13:3           |

## Табела
| Јесењи део првенства Првенство је прекинуто услед избијања Другог светског рата | Јесењи део првенства Првенство је прекинуто услед избијања Другог светског рата | Јесењи део првенства Првенство је прекинуто услед избијања Другог светског рата | Јесењи део првенства Првенство је прекинуто услед избијања Другог светског рата | Јесењи део првенства Првенство је прекинуто услед избијања Другог светског рата | Јесењи део првенства Првенство је прекинуто услед избијања Другог светског рата | Јесењи део првенства Првенство је прекинуто услед избијања Другог светског рата | Јесењи део првенства Првенство је прекинуто услед избијања Другог светског рата | Јесењи део првенства Првенство је прекинуто услед избијања Другог светског рата | Јесењи део првенства Првенство је прекинуто услед избијања Другог светског рата |
| М                                                                               | Клуб                                                                            | Одиг                                                                            | Поб                                                                             | Нер                                                                             | Пор                                                                             | ДГ                                                                              | ПГ                                                                              | ГК                                                                              | Бод                                                                             |
| ------------------------------------------------------------------------------- | ------------------------------------------------------------------------------- | ------------------------------------------------------------------------------- | ------------------------------------------------------------------------------- | ------------------------------------------------------------------------------- | ------------------------------------------------------------------------------- | ------------------------------------------------------------------------------- | ------------------------------------------------------------------------------- | ------------------------------------------------------------------------------- | ------------------------------------------------------------------------------- |
| 1.                                                                              | Балкан, Београд                                                                 | 10                                                                              | 8                                                                               | 2                                                                               | 0                                                                               | 26                                                                              | 7                                                                               | 3,714                                                                           | 18                                                                              |
| 2.                                                                              | Славија, Београд                                                                | 10                                                                              | 8                                                                               | 1                                                                               | 1                                                                               | 47                                                                              | 14                                                                              | 3,357                                                                           | 17                                                                              |
| 3.                                                                              | Грађански, Земун                                                                | 10                                                                              | 7                                                                               | 2                                                                               | 1                                                                               | 35                                                                              | 21                                                                              | 1,667                                                                           | 16                                                                              |
| 4.                                                                              | Палилулац, Београд                                                              | 10                                                                              | 5                                                                               | 3                                                                               | 2                                                                               | 25                                                                              | 16                                                                              | 1,563                                                                           | 13                                                                              |
| 5.                                                                              | Железничар, Београд                                                             | 10                                                                              | 4                                                                               | 2                                                                               | 4                                                                               | 23                                                                              | 17                                                                              | 1,353                                                                           | 10                                                                              |
| 6.                                                                              | Брђанин, Београд                                                                | 10                                                                              | 4                                                                               | 1                                                                               | 5                                                                               | 22                                                                              | 44                                                                              | 0,500                                                                           | 9                                                                               |
| 7.                                                                              | Бановац, Београд                                                                | 10                                                                              | 3                                                                               | 1                                                                               | 6                                                                               | 13                                                                              | 24                                                                              | 0,542                                                                           | 7                                                                               |
| 8.                                                                              | Занатлија, Београд                                                              | 10                                                                              | 1                                                                               | 3                                                                               | 6                                                                               | 17                                                                              | 27                                                                              | 0,630                                                                           | 5                                                                               |
| 9.                                                                              | Руски СК, Београд                                                               | 10                                                                              | 1                                                                               | 2                                                                               | 7                                                                               | 14                                                                              | 32                                                                              | 0,438                                                                           | 4                                                                               |
| 10.                                                                             | Српски мач, Београд                                                             | 10                                                                              | 1                                                                               | 1                                                                               | 8                                                                               | 16                                                                              | 36                                                                              | 0,444                                                                           | 3                                                                               |